# 平林都
平林 都（ひらばやし みやこ、本名：大前 都、1961年（昭和36年）7月3日 - ）は、日本の実業家。マナー講師。エレガントマナースクール代表取締役。鳥取県八頭郡若桜町出身。兵庫県神戸市兵庫区在住。

## 経歴
鳥取県八頭郡若桜町出身。地元の高校を卒業後、姫路信用金庫に就職する。
茶華道や着物着付けを学び、27歳で接遇マナーを講習する「エレガントマナースクール」を兵庫県神戸市で開業し、マナー講師兼経営者として、病院、銀行、自動車販売店などで研修を担当した。
2000年代にテレビ番組に出演して注目され、以降テレビやYouTubeなどに出演する。「鬼のマナー講師」のキャラクターは番組を盛り上げる反面、視聴者の反発を生むこともあった。

## 人物
- 幼少期に母親と死別し、父親は遊び歩いて家に寄り付かず、高校卒業まで叔父夫婦の元で育つ。友人らのような服も着ることができなかったほど家庭に金銭が無く、「金銭感覚の無さはその反動かも」[2]、「（高校卒業後は）本当は大学に行きたかったが、叔父夫婦に言い出すことはできず、自分より成績の悪い同級生が大学へ進学していくのを見て、とても悔しい思いをした」[4]と語る。「（叔父・叔母に）嫌われないように頑張らなきゃ」と笑顔を心がけ、接遇を極める端緒となる。
- 一人娘がおり[2]、父親は別居ののちに「つい最近」離婚したことを2010年3月放送回の『踊る!さんま御殿!!』で公表した[5]。
- かつては男性に好かれ「自動車で送り迎えしてくれるアッシーくん」「食事をさせてくれるメッシーくん」「金銭を提供してくれる貢ぐくん」ら複数の男性と同時に交際したことを、『踊る!さんま御殿!!』で披露して明石家さんまに「マナー講師がマナー違反をしてた！」と皮肉られた[5]。
- 「車は1000万円はしたと思うけど」「（車は）大根を買うような感覚」「ハンドバッグには常に150万円は入っています」と金銭上の放言には寛容である[2]。
- 橋上や工事箇所で「なんで優しくした！」「このヤロー！」と叫んで鬱憤を晴らすため、長年オープンカーに乗っている。
- 涙が出るほどに豆腐が苦手だが、すき焼きの豆腐もマナー指導の際は食す。

## 批判
パワーハラスメント問題
2022年5月21日放送の『チコちゃんに叱られる!』(NHK G) で、厳しく指導を受けた生徒役アシスタントディレクターが涙した。岡村隆史は番組の中で苦言を呈し、SNSなどで「パワーハラスメントではないか」と炎上し、前田晃伸NHK会長が定例会見で謝罪した。番組内の演出であったが、平林の事務所に抗議が殺到した。

## 出演

### バラエティ
- Rの法則（NHK、2012年）
- サルのおてぽん（フジテレビ、2012年）
- 私の何がイケないの?（TBSテレビ、2013年）
- 日曜α・ドラゴンレイディ（フジテレビ、2013年）
- スクール革命！（日本テレビ、2013年）
- 中居正広のミになる図書館（テレビ朝日、2013年）
- 秘密のケンミンSHOW（日本テレビ、2013年）
- お試しかっ! &Qさま!!（テレビ朝日、2014年）
- 侃侃諤諤（テレビ朝日、2014年）
- サンバリュ（日本テレビ、2014年）
- ビートたけしのＴＶタックル（テレビ朝日、2014年）
- 踊る！さんま御殿！！（日本テレビ、2016年）
- 報道！THEフライデー（TBSテレビ、2017年）
- ゼロイチ（日本テレビ、2021年）
- 2分59秒（テレビ朝日、2022年）
- チコちゃんに叱られる！（NHK、2022年）
- ろくにんよれば町内会（日本テレビ、2022年）
- ぽかぽか（フジテレビ、2025年）

### ニュース
- ABEMA prime（ABEMA、2016年）

### CM
- ZENT（2014年）
- ケンタッキーフライドチキン（2022年）

### web動画
- 鬼のマナー講師がみてる前でペヤング早食いしたら異常な記録でた！！（水溜まりボンド、2022年）
- エガちゃんねる（2021年12月17日、2022年5月9日、2022年10月21日、2023年5月29日、2023年10月27日、2024年1月5日）
- 人生で最もしんどかった地獄の食事会（エミリンチャンネル、2020年7月25日）他出演
- 【映画公開記念】野原しんのすけ VS 鬼のマナー講師・平林都！特別映像　　（【アニメ】クレヨンしんちゃん公式チャンネル、2024年8月8日）
- 平林先生に結婚出産報告してチョコミントアイス食べたら２０歳越えの娘がいることが発覚しました。(かの/カノックスター、2024年8月16日)
- 【悲惨】日本一のマナーの鬼・平林先生とランチをご一緒させていただいた結果...（パパラピーズ、2020年11月3日）
- 【#緋八バッチリ3Dお披露目】"最高"をお届けに参りました！！！【にじさんじ/緋八マナ】(緋八マナ/Hibachi mana【にじさんじ】、2025年3月7日)

## 著書
- 『平林都の接遇道　人を喜ばせる応対のかたちと心』 大和書房　ISBN 978-4479792819
- 『平林都の接遇道2＜極意編＞』 大和書房 ISBN 978-4479792987
- 『接遇道　凛と際立つ女性となれ: 不思議なくらい心をつかむ「気づかい」の教科書』 三笠書房 ISBN 978-4837924418
- 『毎日新聞』連載「こんな時どうする?」